# Benitoïta
La benitoïta és un mineral de la classe dels ciclosilicats que pertany i dona nom al grup de la benitoïta. Descoberta l'any 1907 al comtat de San Benito, Califòrnia (EUA), d'on ve el seu nom. Un sinònim poc usat és benitoide.

## Característiques químiques
És un silicat de bari i titani, dos elements químics poc freqüents, a més que comunament porta impureses de sodi.
La benitoïta ocorre típicament amb una varietat inusual de minerals. Entre ells, a part del bari i titani, trobem: natrolita, neptunita, joaquinita, serpentina i albita.

## Formació i jaciments
Apareix en roques en filons de minerals del sodi granulars, on forma fulles fibroses de color verd grisenc intercalades amb serpentina.
La Benitoïta és un mineral escàs que solament es pot trobar en unes poques localitzacions. Entre aquestes hi ha el comtat de San Benito, altres zones de Califòrnia, Japó i Arkansas. Solament se sol trobar en qualitat de gemma a Califòrnia, estat del qual és gemma oficial des de l'any 1985.

## Usos
Els exemplars de major grandària poden ser tallats i són emprats en joieria com a gemmes.